# Palomas rubias
Palomas rubias  fue una película  muda en  blanco y negro de 1920, dirigido por José Agustín Ferreyra con argumento de Leopoldo Torres Ríos y fotografía de Carlos Torres Ríos . Tuvo en sus roles protagónicos a Lidia Liss, Jorge Lafuente y Rodolfo Vismara.
Los interiores se filmaron en decorados armados en el primer local del Luna Park (Corrientes entre Pellegrini y Cerrito). Fue estrenada el 18 de octubre de 1920 en los cines Callao,  Gaumont, Esmeralda y Smart Palace. Se trata del primer film en el que Torres Ríos se desempeña como guionista de Ferreyra.

## Historia
El film mudo trata básicamente sobre  una comedia de ambiente estudiantil. El argumento de Palomas rubias que aportó a Ferreyra significó un sesgo de comedia bulliciosa en la filmografía sentimental, sombría y arrabalera de este. Enfocó el ambiente estudiantil, las andanzas juveniles, los romances tempranos y extrovertió uno de los rasgos de su personalidad : un envolvente sentido del humor. Presumiblemente, el resultado fue óptimo o contentó al núcleo de rebeldes. También tuvo éxito popular. Fue el motor decisivo de una empresa ilusoria, la de una productora independiente.

## Elenco
- Lidia Liss como Elena Carter.
- Jorge Lafuente como Carlos Roig.
- Rodolfo Vismara como Roberto Recto.
- Modesto Insúa como Marcelo Agudo.
- Enrique Parigi como Héctor Carter.
- José Plá como El Cuervo.
- Mary Clay (María Clais o Mary Rojo).[1]